# Végh Richárd
Végh Richárd magyar közgazdász, 2016 és 2025 között a Budapesti Értéktőzsde (BÉT) vezérigazgatója.

## Tanulmányai
Végh Richárd közgazdasági diplomáját a Budapesti Közgazdaságtudományi Egyetemen szerezte, ahol a Pénzügyi Befektetés-elemző és Kockázatkezelő szakirányon tanult. Diplomája megszerzése során a tőkepiacok működésére, a pénzügyi eszközök elemzésére és a kockázatkezelési technikákra fókuszált.
Az egyetemi tanulmányain több releváns, a pénzügyi piacokkal és a befektetési elemzéssel foglalkozó nemzetközi kurzust is elvégzett:
- CEFA (EFFAS)
- VAP (Vagyon-, Alap- és Portfóliókezelő) I. és II.

## Szakmai tevékenysége
Végh Richárd 2004-ben, a Budapesti Értéktőzsdén kezdte szakmai pályafutását. 2004 és 2013 között az Üzletpolitikai Igazgatóságon számos vezetői pozíciót töltött be, ahol fő feladatai közé tartozott a tőzsdei termékek és szolgáltatások fejlesztése, valamint a tőzsde stratégiai irányainak meghatározása.
2013 végétől két éven keresztül a Magyar Nemzeti Bank Tőkepiaci és Piacfelügyeleti Igazgatóságát vezette, ahol a hazai tőkepiaci intézmények felügyelete, a piacfelügyeleti vizsgálatok, beleértve a bennfentes kereskedelem és a piacmanipuláció elleni küzdelmet, valamint a tőkepiaci kibocsátói engedélyek kiadása egyaránt a feladatkörei közé tartozott.
2015 decemberében csatlakozott a Budapesti Értéktőzsde Igazgatóságához, majd 2016-ban visszatért a BÉT élére, mint vezérigazgató. 2017 és 2019 között elnök-vezérigazgatóként  dolgozott, majd 2019-2025 között a vezérigazgatói pozíciót töltötte be.
2025 májusától a Magyar Nemzeti Bank elnökének főtanácsadója.
Végh Richárd a hazai és nemzetközi tőkepiaci konferenciák rendszeresen meghívott előadója, aki megosztja tapasztalatait és meglátásait a tőkepiacok fejlődéséről, kihívásairól és jövőbeni irányairól.

## Főbb eredmények a BÉT-nél
Vezetése alatt a tőzsde a hazai tőkepiaci ökoszisztéma központi szereplőjévé vált, amely jelentős mértékben hozzájárul a magyar gazdaság fejlődéséhez.

### Hazai vállalatok tőzsdei megjelenésének a támogatása:
Végh Richárd aktívan támogatta az új kibocsátási programok bevezetését, amelyek célja, hogy a kis- és középvállalkozások számára is lehetőséget biztosítson a tőzsdére lépésre. Vezetése alatt a tőkepiaci ökoszisztéma jelentős fejlődésen ment keresztül, amelynek keretében kiépült a BÉT középvállalatok támogatására összpontosító szolgáltatási értéklánca.
- Az európai uniós forrásból megvalósult, 2,1 milliárd forint keretösszegű Mentor Program keretében összesen 255 magyar tulajdonú cég fejlődését segítette a BÉT.[10]
- A BÉT kiépítette a befektetői bizalom erősítését és a kereskedési aktivitás növelését célzó elemzés-árjegyzési programját.[11]
- A BÉT több kereskedelmi bankkal is stratégiai együttműködést kötött, amelynek keretében anyagi és szakmai támogatást kínálnak a tőzsdeképes cégeknek. [12][13][14]

### Piaci kapitalizáció növekedése:
A tőzsde piaci kapitalizációja Végh Richárd vezérigazgatósága alatt jelentős mértékben növekedett, amely a tőzsdén jegyzett cégek eredményességének és a befektetők növekvő érdeklődésének köszönhető. Ezzel párhuzamosan a BÉT nemzetközi szerepvállalása is erősödött.

### Kötvénypiacok fejlesztése:
Irányítása alatt a BÉT jelentős lépéseket tett a kötvénypiac fejlesztésére. 2019 júliusában a Magyar Nemzeti Bank Növekedési Kötvényprogramjához kapcsolódóan elindította a BÉT Xbond platformot, amely alternatív kereskedési lehetőséget kínál a kötvénykibocsátást tervező vállalatok számára. 2021-ben vállalati kötvényindexet indított a nem pénzügyi vállalatok számára, amely jelentősen megkönnyíti a befektetők számára a forint alapú vállalati kötvények hozamának és teljesítményének a követését. 2019 és 2023 között az állampapírok kapitalizációja 16 ezer milliárdról 26 ezer milliárd forintra, a vállalati kötvények kapitalizációja 568 milliárdról 2 650 milliárd forintra nőtt a BÉT-en.

### Nemzetközi kapcsolatok erősítése:
Jelentős erőfeszítéseket tett a BÉT nemzetközi kapcsolatainak erősítésére, stratégiai partnerségek kialakítására más európai tőzsdékkel és globális pénzügyi szervezetekkel.

### A BÉT tőzsdei bevezetése:
2023-ban irányítása alatt a BÉT megvalósította saját tőzsdei bevezetését, amelynek keretében a szabályozott piac Standard kategóriájába lépett.

## Egyéb üzleti megbízatásai
Végh Richárd számos hazai és nemzetközi szakmai szervezet tagjaként és tanácsadójaként tevékenykedik.
- Magyar Közgazdasági Társaság: A Magyar Közgazdasági Társaság Fenntarthatósági Szakosztályának elnökeként aktívan részt vesz a magyar közgazdász közösség munkájában, és hozzájárul a gazdaságpolitikai viták előremozdításához.[24]
- KELER Zrt.: Az Igazgatóság tagjaként a magyar értékpapírpiac működését támogatja, hozzájárulva a KELER Zrt. stratégiájának kialakításához és végrehajtásához, biztosítva a hatékony és biztonságos értékpapír-szolgáltatásokat.
- Befektető-védelmi Alap (BEVA): A Befektető-védelmi Alap Igazgatóságának tagjaként részt vesz a befektetők védelmét szolgáló intézkedések kidolgozásában és végrehajtásában.
- Európai Tőzsdeszövetség (FESE): Az Európai Tőzsdeszövetség Igazgatóságának tagjaként az európai tőzsdék közötti együttműködés elősegítésére és a tőzsdei szabályozások fejlesztésére összpontosít, hozzájárul a regionális és nemzetközi pénzügyi piaci integrációhoz.